# La Fille sur le pont
Pour plus de détails, voir Fiche technique et Distribution.
La Fille sur le pont est un film français réalisé par Patrice Leconte, sorti en 1999.
C'est un film sur la chance, représentant métaphoriquement une relation amoureuse par les liens entre un lanceur de couteaux et sa « cible ». Film intimiste et rythmé, La Fille sur le pont sortit en cinémascope et en noir et blanc, obtint un succès d'estime, porté par l'interprétation étonnante de ses comédiens et sa bande originale appréciée.

## Synopsis
Adèle est une jeune fille qui n'a connu que des mésaventures sentimentales jusqu'ici. Un soir, alors qu'elle s'apprête à sauter d'un pont parisien, un inconnu l'aborde : Gabor, lanceur de couteaux professionnel, lui propose de devenir sa partenaire, puisqu'elle tient si peu à la vie. Adèle se jette à l'eau, suivie par Gabor, qui la sauve. Elle accepte finalement l'offre de Gabor et reprend goût à la vie, portée par une incroyable chance qui semble unir Adèle et Gabor. Ils écument les music-halls et casinos à travers l'Europe, toujours couronnés de succès. Mais la mélancolie d'Adèle reprend le dessus, et elle quitte son partenaire pour s'enfuir avec un jeune marié grec désabusé, à bord d'une chaloupe de secours du bateau de croisière où ils se produisaient. La romance ne dure qu'un temps, la chance s'évapore aussitôt, son radeau vogue à la dérive, avant qu'Adèle soit recueillie sur une base militaire. De son côté, Gabor blesse sa nouvelle partenaire lors de son numéro. Débarqué à Istanbul, il sombre petit à petit dans la misère et erre dans la ville à la recherche de son ancienne cible. Croyant l'apercevoir, il est renversé dans sa poursuite par un camion. Sorti de l'hôpital, mal en point, il décide de mettre fin à ses jours en sautant d'un pont. Au moment fatidique, Adèle ressurgit et ils se promettent de ne plus se séparer.

## Fiche technique
- Titre : La Fille sur le pont
- Réalisation : Patrice Leconte
- Scénario : Serge Frydman
- Production : Christian Fechner et Hervé Truffaut
- Photographie : Jean-Marie Dreujou
- Son : Paul Lainé et Dominique Hennequin
- Montage : Joëlle Hache
- Musique :
- Décors : Ivan Maussion
- Costumes : Annie Périer
- Régisseur général : Yorick Kalbache
- Pays d'origine :  France
- Langue : français, italien, grec
- Format : noir et blanc - 2,35:1 - Dolby Digital - 35 mm
- Genre : comédie dramatique
- Durée : 90 minutes
- Dates de sortie : 
  - 31 mars 1999
- Box office : 867 952 entrées France, 1 600 000 entrées en Europe/États-Unis/Asie.

## Distribution
- Vanessa Paradis : Adèle
- Daniel Auteuil : Gabor
- Frédéric Pfluger : le contorsionniste
- Demetre Georgalas : Takis
- Catherine Lascault : Irène
- Isabelle Petit-Jacques : la mariée
- Mireille Mossé : l'hypermnésique
- Didier Lemoine : le contrôleur du TGV
- Bertie Cortez : Kusak
- Stéphane Metzger : le serveur italien
- Claude Aufaure : le suicidé
- Farouk Bermouga : le serveur du TGV
- Nicolas Donato : M. Loyal
- Enzo Etoyko : l'homme au mégaphone
- Giorgios Gatzios : Barker
- Pierre-François Martin-Laval : pompier
- Franck Monsigny : interne
- Boris Napes : le barman
- Luc Palun : le directeur du théâtre
- Jacques Philipson : l'homme en T-shirt
- Jean-Paul Rouvray : pompier
- Philippe Sire : la concierge de l'hôtel
- Natasha Solignac : infirmière
- Isabelle Spade : la femme du casino
- Jacques Vertan : clown
- Bruno Villien : le voisin de table au Casino

## Production

### Attribution des rôles
Le rôle de Gabor a été originellement écrit pour Jean-Pierre Marielle. Mais s'estimant trop âgé pour ce rôle, il se retire du projet peu de temps avant le tournage. Patrice Leconte offrit alors le rôle à un acteur plus jeune, Daniel Auteuil.

### Lieux de tournage
L'action du film débute sur la passerelle Debilly à Paris et s'achève sur le pont de Galata à Istanbul. Entre ces deux moments, le film est une sorte de road-movie passant par Monaco, l'Italie et la Grèce.

## Bande originale
Aucune musique n'a été écrite pour le film. Plusieurs morceaux reviennent en thème : Who Will Take My Dreams Away de Marianne Faithfull, I'm sorry de Brenda Lee et Goodbye dans la version de Benny Goodman.
- I'm Sorry - Brenda Lee
- Sing, Sing, Sing - Benny Goodman
- Bugle Call Rag - Benny Goodman
- Quien sera - Noro Morales
- Perfume de gardenias - Noro Morales
- Malditos celos - Noro Morales
- Festival in Valencia - Charles Smitton
- Who Will Take My Dreams Away? - Marianne Faithfull
- Goodbye - Benny Goodman
- Swinging Sleigh Bells - Arnold Loxam
- Romagna mia - Orchestra Secondo Casadei
- Sangue romagnolo - Orchestra Secondo Casadei
- Firenze sogna - Carlo Buti
- Per Domenico Morelli - Banda Ionica
- Marcia funebre - Banda Ionica
- Corcal - Calicanto
- Hicaz oyun havasi - Istanbul Oriental Ensemble
- Lavrio - Evangelos Korakakis
- Nova Zagora - Part II - L'Attirail
- Tombola Music
- Jone - Banda Ionica
- Fiabe del bosco - Marcello Colasurdo
- Ghandura - Kunsertu
- Zurna Improvisation - Hüseyin Turkmenler, Günay Turkmenler
- Moustahil - Natacha Atlas
- Sur le pont, impro jazz - Ronald Alphonse, Olivier Defays, Kelly Keto, Thierry Nago
- Land der Berge, Land am Strome - Austrian National Anthem - Wolfgang Amadeus Mozart

## Distinctions

### Récompenses
- Daniel Auteuil : meilleur acteur aux Césars de 2000 et au festival de Sant Jordi de 2001.
- Prix du public au festival Cinemania de Montréal en 1999.
- Prix Don Quijotte au festival de Karlovy Vary en 1999.
- Meilleur film étranger aux Las Vegas Film Critics Society Awards en 2000.

### Nominations
Césars de 2000 : Meilleur film, meilleur réalisateur (Patrice Leconte), meilleure actrice (Vanessa Paradis), meilleure photographie (Jean-Marie Dreujou), meilleur montage (Joëlle Hache), meilleur scénario (Serge Frydman), meilleur son (Paul Lainé et Dominique Hennequin).
- Meilleur film en langue étrangère aux Golden Globe Awards en 2000, et aux BAFTA Awards, aux Chicago Film Critics Association Awards, et au Robert Festival de Copenhague en 2001.
- Crystal Globe pour Patrice Leconte au festival de Karlovy Vary en 1999.

## Autour du film
- À l'écriture, le film n'était pas prévu en noir et blanc. C'est dans les dernières retouches que Patrice Leconte visualisa le film ainsi, et se décida[1].
- Le film s'ouvre sur un monologue de huit minutes de la protagoniste, Adèle. Tourné en une seule fois à plusieurs caméras, il n'y eut besoin que d'une prise[1].
- Pour ce film et devant le souhait insistant du réalisateur, Vanessa Paradis se coupera les cheveux très courts pour interpréter le rôle d'Adèle. Cela la fait alors ressembler très fortement à l'actrice Jean Seberg telle qu'elle apparaissait dans le film culte À bout de souffle (similitude accentuée par l'image en noir et blanc dans les deux films).
- C'est lors du tournage de ce film que Vanessa Paradis a appris qu'elle était enceinte de son premier enfant.
- Le film sort aux États-Unis en juillet 2000 où il connaît une grande médiatisation et une belle carrière en salles (1 708 839 dollars de recettes).
- On retrouve des similitudes avec le film de 1964 La Baie des Anges avec Jeanne Moreau[réf. nécessaire].

## Tournage du film
Le film a été tourné :
- à Paris ;
- dans les Alpes-Maritimes (Juan-les-Pins, Beaulieu-sur-Mer, Breil-sur-Roya) ;
- dans l'Essonne (Studios d'Arpajon à Saint-Germain-lès-Arpajon) ;
- à Monaco ;
- en Grèce, à Athènes ;
- en Turquie, à Istanbul.